# Блэк, Миша
Сэр Миша Блэк OBE (англ. Misha Black, при рождении Моисей Чёрный; 1910 — 1977) — британский архитектор, дизайнер и педагог. Брат Макса Блэка.

## Биография
Родился в Баку в состоятельной еврейской семье. У отца Лионеля Чёрного (1885–1960), коммерсанта, и его жены, Софии Дивинской (ум. 1970) было ещё два сына и дочь. В 1912 году семья перебралась в Великобританию и поселилась в Лондоне. В 1959—1975 годах — профессор индустриального дизайна в Королевском колледже искусств в Лондоне.
Работал дизайнером с крупнейшими компаниями: в 1950—1954 годах с британской корпорацией «Зарубежные авиалинии», с 1956 года с Британскими железными дорогами, в 1960 году с «Бигль».
В 1978 году Ассоциация дизайна и индустрии учредила премию имени сэра Миши Блэка для студентов Королевского колледжа индустриального дизайна и Королевской инженерной академии Великобритании.

## Основные работы
- Оформление павильонов выставки в Глазго (1938)
- Павильоны Британии на Всемирной выставке в Нью-Йорке (1939)
- Британский павильон на Колумбийской выставке (1952)

## Награды
- Орден Британской империи степени офицера (1945 год)[1].
- Звание «рыцарь-бакалавр» с присвоением титулования «сэр» (3 июня 1972) — «за заслуги в индустриальном дизайне»[2].

## Литературные сочинения
- Общественные интерьеры. 1960.